# Tonlös postalveolar frikativa
En tonlös postalveolar frikativa är ett konsonant språkljud. Det tecknas i IPA som [ʃ] (ett långt s).

## Egenskaper
Egenskaper hos den tonlösa postalveolara frikativan:
- Den är pulmonisk-egressiv, vilket betyder att den uttalas genom att lungorna trycker ut luft genom talapparaten.
- Den är tonlös, vilket betyder att stämläpparna är slappa under uttalet och inte genererar en ton.
- Den är postalveolar, vilket betyder att den uttalas genom att tungspetsen trycks mot området mellan tandvallen och hårda gommen.
- Den är frikativ, vilket betyder att luftflödet går genom en förträngning i talapparaten.

## Användning i språk
Det latinska alfabetet saknar ett tecken för den tonlösa postalveolara frikativan, och den stavas olika på olika språk. I engelskan skrivs den vanligen som sh, men är även uttalet av bland annat ti i -tion-ändelser.
I språk som använder det kyrilliska alfabetet skrivs den med ш.
Tecknet ʃ används ofta som fonemsymbol för flera liknande foner i ett språk, som för sj-ljudet i svenskan.